# Agabus approximatus
Agabus approximatus är en skalbaggsart som beskrevs av Henry Clinton Fall 1922. Agabus approximatus ingår i släktet Agabus och familjen dykare. Inga underarter finns listade i Catalogue of Life.